# Marcos Sifú
Marcos Oliveira de Castro Menezes (Rio de Janeiro, 11 de abril de 1980), mais conhecido como Marcos Sifú é um surfista, skydiver, basejumper e empreendedor brasileiro, reconhecido por sua criatividade. Sifú iniciou a sua carreira no surfe e, gradativamente, aventurou-se em outros esportes radicais. Enquanto surfista profissional, foi um reconhecido incentivador do freesurf. Logo no início de sua carreira, decidiu não participar de campeonatos de surfe e se dedicar ao livre prazer de surfar. Esta decisão não o impediu de tornar-se um surfista profissional. Seus aéreos são referência na história do surf brasileiro e fonte de inspiração para uma geração de surfistas. O nome de Sifú foi incluído no rap: BRASIL, REPRESENTA! (Brazilian Storm) ", de Gabriel, o Pensador, que homenageia surfistas e profissionais brasileiros da indústria do surfe. Depois de muito surfar e dar aéreos, resolveu voar: voo livre, ‘’skydive’’, saltos de balão e, logo depois, lançou-se como Aprendiz de Basejumper, em série exclusiva do Canal OFF. Durante toda a sua carreira esteve sempre muito presente na mídia impressa, como também na televisão e internet.
Sifú teve a oportunidade de liderar diferentes tipos de iniciativas: foi pioneiro ao criar e co-apresentar o primeiro webcast de surf: Séries Fecham, em 2010, quando não havia ainda este tipo de iniciativa na internet; produziu vários filmes sobre o surfe e basejump. Sifú foi também um dos principais incentivadores do surfe adaptado no Brasil.
Em 2014, retornando de uma viagem de surfe à Califórnia, criou uma receita de cerveja artesanal, inspirada no surfe e no oceano: a ‘’Praya’’. Atualmente, Marcos Sifú mora no Rio de Janeiro.

## Primeiros anos
Marcos Sifú nasceu no Rio de Janeiro e passou a infância na praia do Leblon. Sempre viveu perto do mar. Todos os dias, desde muito pequeno, passava horas na praia com seus amigos de infância. Aprendeu a nadar muito cedo e em seguida, a pegar ondas. Inicialmente com pranchas infantis de bodyboarding, que eram mais estáveis e muito populares na época. Durante as férias, sempre viajava com a família e explorava outras praias brasileiras, próximas ao Rio de Janeiro. Em 1987, aos 6 anos de idade, durante férias de verão, foi atacado por um tigre enquanto visitava uma fazenda Zoológico em Parati: a Fazenda Murycana. Esse acidente foi responsável por suas primeiras cicatrizes.
As que vieram depois, todas resultantes de manobras radicais enquanto praticava o surfe, foram causadas por quilhas, corais ou pedras. Ele se atirava nas ondas com ousadia e se machucava. Seu apelido, Sifú, foi dado devido a estes eventos. O apelido, que também quer dizer Mestre em chinês, permanece até hoje.
Sifú, aprendeu a surfar em 1990, na Escolinha de Surf de Rico de Souza, aos 10 anos de idade, incentivado por seu avô materno. Após aprender a surfar, Sifú viajou bastante e pode aprimorar seu surfe em diferentes tipos de mar. Foi nesta época que começou a participar de campeonatos de surfe amador e a desenvolver a sua identidade no esporte.

## Surfista
Após participar de diversos campeonatos no Brasil, em 2001 recebeu o apoio da Lost, empresa americana da indústria do surfe, e passou a fazer parte da equipe Lost durante os 5 anos seguintes.
Na época, sua maneira de surfar, espontânea e livre, não era compreendida pelos juízes das competições em que participava. Seu surfe não se enquadrava na concepção de surfe para campeonato. Manobras radicais não faziam parte destes eventos do esporte. Atualmente, algumas destas regras foram flexibizadas e manobras radicais já não são mais rejeitadas. Diferentes estilos de surfe são mais aceitos do que naquele tempo. Sifú optou por se tornar um freesurfer profissional e por seus aéreos.
Passou a viver o [lifestyle] do surfe, integralmente, atuando como embaixador de marcas de surfe e a gerar mídia espontânea de qualidade para seus patrocinadores.
Sifú passava os dias treinando, buscando colocar em prática as manobras que imaginava até conseguir realizá-las como planejado. Não demorou muito para que seu surfe criativo chamasse a atenção da Volcom empresa americana incentivadora de esportes radicais que, em 2009, o convidou para fazer parte de seu time de surfistas.
Durante o tempo em que integrou o time Volcom (15 anos), Sifú divulgou a marca participando em diferentes eventos, como:  VQSs–(Volcom Qualifying Series), Volcom Total Crustaceous Tours, Over Limits. Além de participar como freesurfer em inúmeros filmes sobre o esporte, e estar sempre presente na mídia especializada, tanto nas principais revistas e websites de surfe da época, como: Revista Fluir, Hardcore,  Waves entre outras, como também em jornais impressos como: O Globo e revistas de vanguarda, como Revista Trip. Sifú participou de diversos programas de TV e filmes sobre o esporte.
Em 2005, uma de suas manobras preferidas e que se tornou sua marca registrada, um aéreo de 360 graus, foi escolhido por Taylor Steele, famoso filmmaker americano e também surfista, para integrar a abertura do vídeo Campaign 2 um clássico do surf mundial criado por Steele.
Sifú participou de filmes, como; Drive Trough South Central America, Surf Adventure 2, além de videos e curtas, e de criar e produzir videos de surf, ‘'skydive’' e ‘'basejump'’ para a web. Participou também de reality shows, como Nas Ondas de Noronha, produzidos pela TV Globo.
Durante sua carreira no surfe, Sifú teve a oportunidade de atuar como comentarista de eventos de surfe, como no Volcom Pro em Tavarua,Fidji, além de participar também como juiz de surfe em campeonatos especiais.
Em 2008, Sifú surfa pela primeira vez a pororoca na Amazônia. Incentivado por Serginho Laus, surfista brasileiro especializado em pororocas e quem o apresentou a este fenônemo natural. Experiência única e que, tempos depois, lhe rendeu o convite realizado pelo governo chinês, e coordenado por Laus, para surfar a Pororoca Chinesa, Silver Dragon, que acontece, sazonalmente, no Rio Qiantang, em Hangzhou, China. Um ano depois, Sifú, participou em uma expedição histórica à pororoca do Rio Araguari, no Amapá, organizada em parceria com a TV Globo.
Ainda enquanto surfista profissional, Sifú fez história quando lançou na Web, de forma pioneira, o 1º Podcast/ Webcast brasileiro sobre surfe: Séries Fecham" do qual foi host e co-apresentador, em parceria com Marcelo Trekinho, Julio Addler e João Paulo Pimentel, o Jompa  A intenção desta nova iniciativa era comunicar, de forma descontraída, os conteúdos de surfe que não eram veiculados pelas grandes mídias. O objetivo foi amplamente alcançado.
O projeto, lançado em 2009, levou mais de 100 episódios ao ar, distribuídos em diversas temporadas. Nomes queridos do surf brasileiro, como: Fábio Gouveia, Teco Padaratz, Adriano de Souza, Ricardo dos Santos, Carlos Burle, dentre muitos outros, participaram como convidados em entrevistas ao vivo, divertidas e criativas. Surfistas do Brasil inteiro abraçaram o novo canal dedicado a conteúdos refrescantes sobre surfe. Anos mais tarde, Sifú e Séries Fecham, estrearam no Canal OFF, como uma webserie exclusiva do WebSeries Canal OFF.
Desde então, Sifú tem sido convidado à participar de diversos podcasts com foco em diferentes temas relacionados a seus projetos.
Em 2011, Sifú mergulhou em mais um nova ideia: - uma produção independente, desta vez em parceria com Michelangelo Bernardoni, onde os dois surfistas viajavam em busca de novas ondas e aventuras. Com recursos próprios, filmaram um ao outro surfando em diferentes praias no Brasil e América Latina. O vídeo Por Conta Própria foi distribuído pela Revista Fluir #313, que era reconhecida por incentivar inúmeras produções independentes relacionadas ao surfe
.
Em 2014, o então surfista profissional iniciou sua carreira como ‘’skydiver’’. Além de explorar o mar através da prática de surfe e aéreos, Sifú, lançou-se também no ar. Dividia seu tempo entre surfe, e a prática de voo livre. Parapentes e paraquedas faziam parte de seu dia a dia. Muitas horas de voo depois, realizadas em Fidji, Califórnia, México e Brasil, interessou-se por aprender Basejump, esporte radical composto por saltos de penhascos, antenas, prédios e pontes.

## Carreira atual
Em parceria com Gustavo Areias, seu professor no novo esporte, e o Canal OFF - Sifú foi o idealizador e protagonista do programa Aprendiz de Basejumper, uma série destinada a estimular a prática segura do esporte, composta por 26 episódios (30 minutos cada), distribuídos em 2 Temporadas. Nesta série, Marcos Sifú compartilha com o público seu processo de aprendizagem, passo-a-passo, destacando os riscos e suas estratégias para dominar o medo.
Foi também em 2013 que, após retornar de uma temporada de surfe na Califórnia e de haver provado uma cerveja artesanal local, decidiu criar a sua própria receita de cerveja. Empenhou-se em encontrar o sabor perfeito, oceânico, aquele que faria qualquer pessoa se deliciar ao prová-la, após a prática diária de seu esporte preferido. Foi assim que, depois de muitas tentativas frustradas e meio quase que por acaso, Sifú criou a Praya
Em 2016, três anos depois de criar sua receita, Sifú fundou a Cerveja Praya em parceria com 3 amigos: Duda Gaspar, Paulo de Castro e Tunico Almeida, também surfistas. [Vegana] e saudável, não demorou muito tempo para que a Praya se tornasse a 1a Cervejaria do Brasil Empresa B Certificada e Carbono Neutro passando a ser uma ‘'referência de cerveja sustentável no mercado brasileiro.
A Praya apoia surfistas e praticantes de outros esportes, como skattistas,  fazerem o que gostam, com segurança, saúde e cuidado com o meio ambiente.
Atualmente, além de surfar e voar, Sifú dedica-se a divulgar a Praya e a proteger os valores originais da marca. Como seu criador, está sempre atento a produção da cerveja, ao treinamento de novos parceiros e a qualidade do produto.
Sifú é bastante solicitado por diferentes instituições para apresentar o ‘’Case’’ de sua cerveja em mesas redondas e palestras. Por ser um produto carioca, chamou a atenção do Sistema FIRJAN (Federação das Indústrias do Rio de Janeiro)
 e das empresas que o compõe, interessadas em conhecer e divulgar ‘'cases'’ inovadores, com o objetivo de promover o desenvolvimento da indústria nacional.
Sifú participa também de encontros em Universidades, com o objetivo de compartilhar o que aprendeu durante sua trajetória de surfista à empreendedor, em conversas informais com estudantes atentos às inovações que surgem no mercado brasileiro,  compartilhando o que aprendeu com o surfe e que o ajudou no mundo empresarial. O case da cervejaria já integra algumas teses de Mestrado de universidades brasileiras
Em seu tempo livre, Sifú é um ativista no que se refere a proteção e preservação do meio ambiente, em especial, à limpeza dos oceanos. Cria e preserva abelhas, dedicando tempo ao estudo de suas comunidades, consciente da importância delas na preservação  da diversidade do meio ambiente.
É também um  incentivador do surfe adaptado. Acompanha o trabalho realizado pela ONG AdaptSurf, instituição criada por seu amigo e surfista Henrique Saraiva, campeão mundial de surfe adaptado.

## Filmografia
| Ano  | Título do Filme                                | Diretor                          | Participação                 | Referências          |
| ---- | ---------------------------------------------- | -------------------------------- | ---------------------------- | -------------------- |
| 2016 | 3 Faces 5 days in Cali                         | Pablo Aguiar                     | Surfista                     | [ 45 ]               |
| 2016 | MOFO Maresias Maio 2016                        | Pablo Aguiar                     | Surfista                     | [ 46 ] [ 47 ]        |
| 2015 | Naturaleza Rara - Costa Rica                   | Pablo Aguiar                     | Surfista                     | [ 48 ] [ 49 ]        |
| 2014 | Escorpião na Manga (1, 2 e 3)                  | Pablo Aguiar                     | Surfista                     | [ 50 ] [ 51 ] [ 52 ] |
| 2013 | Radical: A Controversa Saga de Dada Figueiredo | Rafael Ericksen                  | Depoimento Especial          | [ 53 ]               |
| 2011 | Ilusion en el Desierto                         | Pablo Aguiar                     | Surfista                     | [ 54 ] [ 55 ]        |
| 2011 | Ilusion en el Desierto Extras                  | Pablo Aguiar                     | Surfista                     | [ 56 ]               |
| 2011 | Por Conta Própria                              | Marcos Sifu & Mickey Bernardoni  | Co-diretor & Surfista        | [ 57 ]               |
| 2010 | Barca do Binho, o Filme                        | Binho Nunes                      | Surfista                     | [ 58 ] [ 59 ]        |
| 2009 | Surf Adventure 2, a busca continua             | Roberto Moura                    | Surfista                     | [ 60 ] [ 61 ]        |
| 2006 | Foque!iU TOO: a Revanche                       | Gustavo Camarão/ Paulo de Castro | Surfista                     | [ 62 ]               |
| 2006 | IssuÉoQue!                                     | Gustavo Camarão/ Paulo de Castro | Surfista                     | [ 63 ]               |
| 2005 | Campaign 2                                     | Taylor Steele                    | Abertura- 1a Onda - Surfista | [ 64 ] [ 65 ] [ 66 ] |
| 2005 | FoQUE!iu!                                      | Gustavo Camarão/ Paulo de Castro | Surfista                     | [ 67 ] [ 68 ]        |
| 2004 | Drive thru South Central America               | Taylor Steele                    | Surfista                     | [ 69 ]               |
| 2003 | QueIssú!                                       | Gustavo Camarão/ Paulo de Castro | Surfista                     | [ 70 ]               |
| 2003 | Lombrô 3                                       | Rafael Mellín                    | Surfista                     | [ 71 ]               |

## Televisão
| Ano  | Título                                                          | Canal                          | Direção/ Produção                    | Participação                    | Referência           |
| ---- | --------------------------------------------------------------- | ------------------------------ | ------------------------------------ | ------------------------------- | -------------------- |
| 2019 | Calouros do Ar                                                  | Canal OFF                      | OFF Team                             | Surfista                        | [ 72 ]               |
| 2016 | Em Busca do Último Paraíso Perdido                              | Canal OFF                      | Cinemauro                            | Surfista                        | [ 73 ]               |
| 2015 | Basejumper 1ª Temporada                                         | Canal OFF                      | Célula                               | Basejumper /Protagonista        | [ 74 ]               |
| 2013 | Custo Zero                                                      | Canal OFF                      | Bernardo Sodré e Zé Tepedino         | Sifu participação especial      | [ 75 ] [ 76 ]        |
| 2013 | A Vida que Eu Queria/ Mexico, Salina,m Cruz – Meeting with Sifú | Canal OFF                      | Marcelo Trekinho e Bruno Pesca       | participação especial           | [ 77 ]               |
| 2012 | Nas Ondas do Rio                                                | Esporte Espetacular/ Canal OFF | Equipe Globo                         | Participação especial (Tow out) | Nas Ondas do Rio     |
| 2012 | Especial Surf na Amazônia                                       | Globo                          | Equipe Esporte Espetacular           | Surfista                        | [ 78 ]               |
| 2012 | Cores do Surf                                                   | Canal OFF                      | Marcos Sifu/ Michelangelo Bernardoni | Surfista e Co-Diretor           | [ 79 ]               |
| 2010 | Nas Ondas de Noronha                                            | Rede Globo/Esporte Espetacular | Equipe Globo                         | surfista                        | Nas Ondas de Noronha |
| 2006 | Parafina                                                        | ESPN                           | Equipe ESPN                          | basejumper                      | [ 82 ]               |

## Webcast / WebSeries
| Ano  | Título                                         | Participação           | Referência    |
| ---- | ---------------------------------------------- | ---------------------- | ------------- |
| 2013 | Strange Brains: Volcom Webseries (4th Episode) | Surfista               | [ 83 ] [ 84 ] |
| 2010 | Séries Fecham                                  | Host e Co-apresentador | [ 85 ]        |